# Пила (река)
Пила (Горелая) — река в Мурманской области России. Протекает по территории Терского района. Впадает в Пильская губу Белого моря.
Длина реки составляет 12 км. Площадь бассейна 313 км². Скорость течения 0,2-0,3 м/с.
Берёт начало в озере Кумжозеро на высоте 46,9 м над уровнем моря. Протекает по лесной, местами болотистой местности. Порожиста. На высоте 140,5 м проходит через озеро Лендозеро. Крупнейший приток — Шомба (справа, в 4,2 км от устья). Впадает в губу Пильская Кандалакшского залива Белого моря. Населённых пунктов на реке нет.

## Данные водного реестра
По данным государственного водного реестра России относится к Баренцево-Беломорскому бассейновому округу, водохозяйственный участок реки — реки бассейна Белого моря от западной границы бассейна реки Йоканга (мыс Святой Нос) до восточной границы бассейна реки Нива, без реки Поной. Речной бассейн реки — бассейны рек Кольского полуострова и Карелии.
Код объекта в государственном водном реестре — 02020000212101000009275.